# Torridoharpinia hurleyi
Torridoharpinia hurleyi är en kräftdjursart som först beskrevs av Barnard 1958.  Torridoharpinia hurleyi ingår i släktet Torridoharpinia och familjen Phoxocephalidae. Inga underarter finns listade i Catalogue of Life.